# Élections fédérales canadiennes de 1980
Les élections fédérales canadiennes de 1980 se déroulent le 18 février 1980 dans le but d'élire les députés de la trente-deuxième législature de la Chambre des communes du Canada. Il s'agit de la trente-deuxième élection générale depuis la Confédération canadienne, en 1867. Elle est déclenchée lorsque le gouvernement minoritaire progressiste-conservateur dirigé par Joe Clark est défait sur une question de confiance aux communes. Au terme d'une campagne électorale hivernale d'une durée au-dessus de la moyenne, le Parti libéral de Pierre Elliott Trudeau est conduit au pouvoir pour former un gouvernement majoritaire, permettant à Trudeau de retrouver le poste de premier ministre.

## Contexte
Clark et son gouvernement étaient attaqués pour ce qui était perçu comme de l'inexpérience, par exemple en promettant durant la campagne de 1979 de déplacer l'ambassade canadienne en Israël de Tel-Aviv à Jérusalem. Clark avait des relations difficiles avec le quatrième parti en importance à la Chambre des communes, le Parti Crédit social. Bien qu'il eût besoin des votes des six députés de ce parti conservateur et populiste basé au Québec afin de faire adopter ses projets de loi, il refusait d'accepter les conditions posées par les créditistes pour qu'ils lui accordent leur appui. Clark avait réussi à convaincre un député crédiste, Richard Janelle, à traverser le parquet pour se joindre au caucus progressiste-conservateur.
Le ministre des Finances de Clark, John Crosbie, dépose un budget austère en 1979 qui propose d'augmenter la taxe fédérale sur l'essence de 18 cents par gallon impérial dans le but de réduire le déficit budgétaire du gouvernement fédéral. Les cinq députés créditistes exigent que les revenus ainsi récoltés soient alloués au Québec, et optent de s'abstenir du vote de défiance introduite par le député néo-démocrate Bob Rae. De plus, plusieurs députés conservateurs sont soit à l'étranger, soit trop malades pour se présenter le jour du vote crucial, tandis que les libéraux assemblent leur caucus entier, allant jusqu'à faire voyager plusieurs députés libéraux malades par ambulance. Le vote se solde par une défaite du gouvernement à la Chambre des communes, déclenchant automatiquement une élection anticipée.
Les tories de Clark font campagne avec le slogan « Le vrai changement mérite une chance », mais les électeurs ne veulent pas donner une deuxième chance à Clark. La défaite sur le vote du budget après seulement sept mois au pouvoir et la défaite électorale le 18 février lui coûtent la direction du Parti progressiste-conservateur.
L'ancien premier ministre Pierre Trudeau avait annoncé sa démission en tant que chef du Parti libéral à la suite de sa défaite électorale en 1979. Toutefois, aucun congrès à l'investiture n'avait été organisé lors de la chute du gouvernement de Clark. Trudeau revient rapidement sur sa décision de démissionner et mène le parti à la victoire, remportant 34 sièges de plus que lors de l'élection de 1979 et formant un gouvernement majoritaire qui durera jusqu'à sa défaite dans l'élection de 1984.
L'abstention des députés créditistes lors du vote crucial sur le budget (alors que les libéraux et le NPD votent pour faire tomber le gouvernement) contribue à la perception grandissante que le parti était devenu désuet après la mort de leur chef Réal Caouette. Le Parti du Crédit social perd ses cinq sièges à la Chambre des communes, déclinant rapidement après cette élection.

## Déroulement de la campagne

### Soutiens de la presse
|                    | En 1979 | En 1979 | En 1980 | En 1980 |
| ------------------ | ------- | ------- | ------- | ------- |
| Le Devoir          | Aucun   | Aucun   |         | NPD,    |
| Le Soleil          |         |         |         | PC      |
| La Presse          |         | Libéral |         | Libéral |
| The Gazette        |         |         |         | PC      |
| Le Droit           |         | NPD     |         |         |
| Toronto Star       |         | NPD     |         | Libéral |
| The Globe and Mail |         |         |         | PC      |

## Résultats

### Dans le pays
Bien qu'ils aient remporté au moins un siège dans chaque province et territoire, les progressistes-conservateurs sont défaits par les libéraux qui forment un gouvernement majoritaire. Ceci s'explique largement par le fait que les libéraux ont remporté tous les sièges sauf un au Québec ainsi qu'une majorité des circonscriptions en Ontario, les deux provinces les plus peuplées du Canada. Les critiques du premier ministre progressiste-conservateur de l'Ontario, Bill Davis, face à la taxe sur l'essence sont évoquées par les libéraux lors de la campagne, minant les appuis aux conservateurs en Ontario. Les libéraux sont complètement exclus à l'ouest du Manitoba, révélant une forte division géographique de la population du pays.
|                                                                                 |                            |                     |                     |        |             |        |         |               |         |         |
| Parti                                                                           | Parti                      | Chef                | Nombre de candidats | Sièges | Sièges      | Sièges | Sièges  | Voix          | Voix    | Voix    |
| Parti                                                                           | Parti                      | Chef                | Nombre de candidats | 1979   | Dissolution | Élus   | % Diff. | Nombre absolu | %       | Diff.   |
|                                                                                 | Libéral                    | Pierre Trudeau      | 282                 | 114    | 114         | 147    | +28,9 % | 4 855 425     | 44,34 % | +4,23 % |
|                                                                                 | Progressiste-conservateur  | Joe Clark           | 282                 | 136    | 136         | 103    | -24,3 % | 3 552 994     | 32,45 % | -3,44 % |
|                                                                                 | Nouveau Parti démocratique | Ed Broadbent        | 280                 | 26     | 27          | 32     | +23,1 % | 2 165 087     | 19,77 % | +1,89 % |
|                                                                                 | Crédit social              | Fabien Roy          | 81                  | 6      | 5           | -      | -100 %  | 185 486       | 1,70 %  | -2,91 % |
|                                                                                 | Rhinoceros                 | Cornelius Ier       | 121                 | -      | -           | -      |         | 110 597       | 1,01 %  | +0,46 % |
|                                                                                 | Marxiste-léniniste         | Hardial Bains       | 177                 | -      | -           | -      | -       | 14 728        | 0,13 %  | +0,01 % |
|                                                                                 | Libertarien                |                     | 58                  | -      | -           | -      | -       | 14 656        | 0,13 %  | -0,01 % |
|                                                                                 | Union populaire            |                     | 54                  | -      | -           | -      | -       | 14 474        | 0,13 %  | -0,04 % |
|                                                                                 | Indépendant                | Indépendant         | 55                  | -      | -           | -      | -       | 14 472        | 0,13 %  | -0,13 % |
|                                                                                 | Inconnu                    | Inconnu             | 41                  | -      | -           | -      | -       | 12 532        | 0,11 %  | -0,07 % |
|                                                                                 | Communiste                 | William Kashtan     | 52                  | -      | -           | -      | -       | 6 022         | 0,05 %  | -0,02 % |
|                                                                                 | Aucune appartenance        | Aucune appartenance | 14                  | -      | -           | -      | -       | 3 063         | 0,03 %  | +0,03 % |
| Total                                                                           | Total                      | Total               | 1 497               | 282    | 282         | 282    | -       | 10 934 475    | 100 %   |         |
| Sources : http://www.elections.ca — Historique des circonscriptions depuis 1867 |                            |                     |                     |        |             |        |         |               |         |         |

Notes :
- « % Diff. » indique le changement depuis l'élection précédente

### Par province
| Parti                                 | Parti                     | Parti          | C-B  | AB   | SK   | MB   | ON   | QC   | N-B  | N-É  | ÎPE  | TNL  | TNO  | YK   | Total |
| ------------------------------------- | ------------------------- | -------------- | ---- | ---- | ---- | ---- | ---- | ---- | ---- | ---- | ---- | ---- | ---- | ---- | ----- |
|                                       | Libéral                   | Sièges :       | -    | -    | -    | 2    | 52   | 74   | 7    | 5    | 2    | 5    | -    | -    | 147   |
|                                       | Libéral                   | Voix (%) :     | 22,2 | 22,2 | 24,2 | 28,0 | 41,9 | 68,2 | 50,1 | 39,9 | 46,8 | 47,0 | 35,8 | 39,6 | 44,3  |
|                                       | Progressiste-conservateur | Sièges :       | 16   | 21   | 7    | 5    | 38   | 1    | 3    | 6    | 2    | 2    | 1    | 1    | 103   |
|                                       | Progressiste-conservateur | Voix (%) :     | 41,5 | 64,9 | 38,9 | 37,7 | 35,5 | 12,6 | 32,5 | 38,7 | 46,3 | 36,0 | 24,7 | 40,6 | 32,4  |
|                                       | NPD                       | Sièges :       | 12   | -    | 7    | 7    | 5    | -    | -    | -    | -    | -    | 1    | -    | 32    |
|                                       | NPD                       | Voix (%) :     | 35,3 | 10,3 | 36,3 | 33,5 | 21,8 | 9,1  | 16,2 | 20,9 | 6,6  | 16,7 | 38,4 | 19,8 | 19,8  |
| Total sièges :                        | Total sièges :            | Total sièges : | 28   | 21   | 14   | 14   | 95   | 75   | 10   | 11   | 4    | 7    | 2    | 1    | 282   |
| Partis n'ayant remporté aucun siège : |                           |                |      |      |      |      |      |      |      |      |      |      |      |      |       |
|                                       | Crédit social             | Voix (%) :     | 0,1  | 1,0  | xx   |      | xx   | 5,9  |      |      |      |      |      |      | 1,7   |
|                                       | Rhinocéros                | Voix (%) :     | 0,4  | 0,7  | 0,1  | 0,4  | 0,2  | 3,0  | 0,5  | 0,2  |      |      | 1,1  |      | 1,0   |
|                                       | Marxiste-léniniste        | Voix (%) :     | 0,1  | 0,1  | 0,1  | 0,2  | 0,1  | 0,2  | xx   | xx   | xx   | 0,1  |      |      | 0,1   |
|                                       | Libertarien               | Voix (%) :     |      |      | xx   |      | 0,3  | 0,1  | xx   |      |      |      |      |      | 0,1   |
|                                       | Union populaire           | Voix (%) :     |      |      |      |      |      | 0,5  |      |      |      |      |      |      | 0,1   |
|                                       | Indépendant               | Voix (%) :     | 0,3  | 0,3  | 0,1  | xx   | 0,1  | 0,1  | 0,1  | 0,4  | 0,3  | 0,1  |      |      | 0,1   |
|                                       | Inconnu                   | Voix (%) :     | xx   | 0,5  | 0,2  | 0,1  | xx   | 0,2  | 0,3  |      |      | 0,1  |      |      | 0,1   |
|                                       | Communiste                | Voix (%) :     | 0,1  | 0,1  | xx   | 0,1  | 0,1  | xx   |      |      |      |      |      |      | 0,1   |
|                                       | Aucune appartenance       | Voix (%) :     |      |      |      |      | xx   | 0,1  | 0,1  |      |      |      |      |      | xx    |

Notes :
- xx : moins de 0,05 % des voix
- Nombre de partis : 9
  - Première participation : aucun
  - Dernière participation : Union populaire
  - Dernière participation avant absence : Parti marxiste-léniniste du Canada (retour en 1993)